# Aymaria calilegua
Aymaria calilegua är en spindelart som beskrevs av Huber 2000. Aymaria calilegua ingår i släktet Aymaria och familjen dallerspindlar. Inga underarter finns listade.